# Iosif Czeriapkin
Iosif Grigorjewicz Czeriapkin (ros. Иосиф Григороьевич Черяпкин, ur. 30 października?/12 listopada 1905 we wsi Staryje Wierchissy w Mordowii, zm. 6 grudnia 1995 w Petersburgu) – radziecki wojskowy, pułkownik, Bohater Związku Radzieckiego (1945).

## Życiorys
Urodził się w mordwińskiej rodzinie chłopskiej. Od 1921 mieszkał w miejscowości Potrawnyj w rejonie issinskim w guberni penzeńskiej, uczył się w radzieckiej szkole partyjnej w Penzie, w 1925 został powołany do Armii Czerwonej, w 1928 ukończył szkołę piechoty w Saratowie, a w 1931 szkołę piechoty w Uljanowsku. W 1929 uczestniczył w konflikcie o Kolej Wschodniochińską, w 1938 skończył kursy doskonalenia kadry dowódczej, we wrześniu 1939 brał udział w agresji ZSRR na Polskę, został wówczas ranny. Od 22 czerwca 1941 uczestniczył w wojnie z Niemcami, walczył na Froncie Zachodnim, Briańskim, ponownie Zachodnim, Krymskim i 1 Białoruskim, był czterokrotnie ranny, w 1943 ukończył akademickie kursy doskonalenia kadry oficerskiej przy Akademii Wojsk Pancernych i Zmechanizowanych. Dowodząc 50 Gwardyjską Brygadą Pancerną w składzie 9 Gwardyjskiego Korpusu Pancernego 2 Gwardyjskiej Armii Pancernej 1 Front Białoruskiego wyróżnił się podczas operacji warszawsko-poznańskiej na terytorium Polski w styczniu 1945, gdy rozbił trzy bataliony piechoty wroga w rejonie Sochaczewa, a później wraz z brygadą brał udział w wyzwalaniu Gostynina, Włocławka, Łabiszyna, Nakła, Brześcia Kujawskiego i Bydgoszczy oraz walkach na Wale Pomorskim, 1 lutego doszedł z brygadą do Odry. W 14 dni pokonał ponad 500 km, zadając wrogowi duże straty w sile żywej i technice. W 1948 ukończył kursy doskonalenia kadr oficerskich, w 1954 został zwolniony do rezerwy w stopniu pułkownika.

## Odznaczenia
- Złota Gwiazda Bohatera Związku Radzieckiego (6 kwietnia 1945)
- Order Lenina (dwukrotnie – 6 kwietnia 1945 i 1950)
- Order Czerwonego Sztandaru (trzykrotnie, m.in. 17 lutego 1942)
- Order Wojny Ojczyźnianej I klasy (11 marca 1985)
- Order Wojny Ojczyźnianej II klasy (22 października 1944)
- Order Czerwonej Gwiazdy

I medale.